# Catalepsia patológica

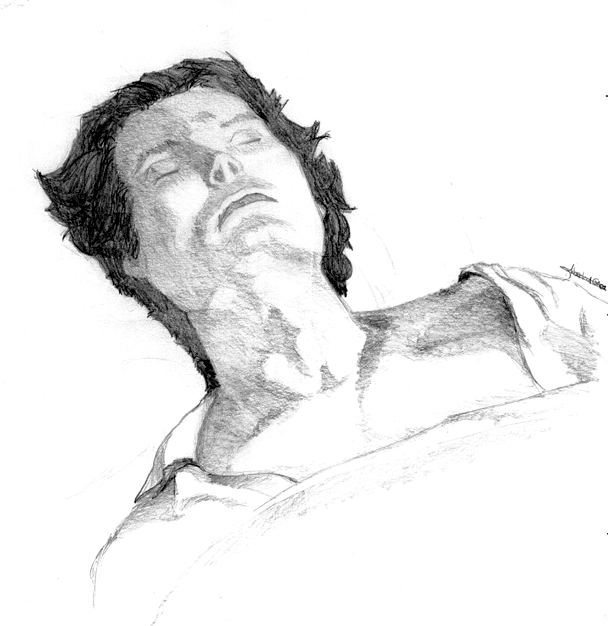
Antigamente acreditava-se que pacientes com catalepsia tinham revivido por milagre divino ou por magia negra.

Catalepsia patológica é uma doença rara em que os membros se tornam rígidos, mas não há contrações, embora os músculos se apresentem mais ou menos rijos. A pessoa fica o tempo todo consciente e quem passa por ela pode ficar horas nesta situação.

## Causas
A catalepsia patológica ocorre em determinadas doenças nervosas, debilidade mental, histeria, intoxicação e alcoolismo.
Pode ser um sintoma de certas perturbações do sistema nervoso ou síndromes como o mal de Parkinson, síndrome neuroléptica maligna e epilepsia. É também um sintoma característico de abstinência de anfetaminas como cocaína. Além disso, pode ser causada no tratamento da esquizofrenia por antipsicóticos como o haloperidol ou do anestésico cetamina.
Catalepsia também é um termo usado pelo hipnotizador para descrever um braço ou perna "morto" (sem capacidade aparente de movimento) ou para o transe completo.

## História
No passado já existiram casos de pessoas que foram enterradas vivas e na verdade estavam passando pela catalepsia patológica.
Muitos especialistas, contudo, afirmam que isso não seria possível nos dias de hoje pois já existem equipamentos tecnológicos que, quando corretamente utilizados, não falham ao definir os sinais vitais e permitem atestar o óbito com precisão. E como o tradicional exame da causa de morte envolve abrir o corpo para analisar os órgãos, se um paciente não chegar morto, certamente ele sairá morto do exame.

### Caso Janina Kolkiewicz
Em novembro de 2014, uma polonesa de 91 anos, Janina Kolkiewicz, despertou dentro de um saco no necrotério de Ostrów Lubelski (leste da Polónia), 11 horas depois de uma médica ter certificado seu falecimento. A promotoria local iniciou uma investigação sobre este caso, segundo informaram os meios de comunicação locais, que relatam o terror vivido pelos funcionários do necrotério quando viram que algo se movimentava dentro do saco onde tinham sido depositado o corpo de Janina.
A médica Wieslawa Cyz, profissional que certificou o falecimento da mulher, assegurou que estava totalmente convencida de que a idosa havia morrido.
"Não havia pulso, não havia sinais de respiração e nem ritmo cardíaco." disse a médica ao jornal local "Dziennik Wschodni".
"Seus olhos estavam muito abertos, mas não eram sensíveis à luz." acrescentou Cyz, que confessou estar envergonhada por ter expedido o certificado de falecimento de uma paciente que ainda estava viva.
"Não há explicação." lamentou a doutora.
A sobrinha da idosa e também sua cuidadora, Bogumila Kolkiewicz, explicou à rede de televisão "TVP" que felizmente sua tia não tem nenhuma lembrança do ocorrido, porque sofre de demência senil e não tem consciência do que aconteceu.
A mulher de 91 anos está bem, de acordo com a sobrinha, que diz que ela "retornou da morte com frio e muito apetite".
"Quando me encontrei com Janina ela me pediu sopa, uma xícara de chá e dois crepes, portanto parece que tinha fome." acrescentou.

## Na literatura
Um grande número de obras literárias possui personagens com esse transtorno, dentre eles um dos mais famosos é a obra de Alexandre Dumas, O Conde de Monte Cristo, onde Abbé Faria tem crises de catalepsia, de tempos em tempos, antes de finalmente morrer de uma dessas crises. É um tema recorrente nas obras de Edgar Allan Poe. No Brasil, o poeta ultrarromântico Álvares de Azevedo, em sua obra Noite na Taverna, menciona um caso de catalepsia patológica: o personagem Solfieri relata ter mantido relações sexuais com uma mulher cataléptica, após confundi-la com um cadáver.